# Polycyrtus juani
Polycyrtus juani är en stekelart som beskrevs av Zuniga 2004. Polycyrtus juani ingår i släktet Polycyrtus och familjen brokparasitsteklar. Inga underarter finns listade i Catalogue of Life.